# Palestyna (województwo warmińsko-mazurskie)
Palestyna – wieś w Polsce, w województwie warmińsko-mazurskim, w powiecie mrągowskim, w gminie Mrągowo.
Do 2023 miejscowość była częścią wsi Gronowo.
W latach 1975–1998 miejscowość należała administracyjnie do województwa olsztyńskiego.